# Měch
Měch je v původním významu kožený vak.
Od toho se odvozuje název technického zařízení, které umožňuje měnit své vnitřní rozměry, a přitom zachovávat těsné oddělení prostoru uvnitř a vně. Používá se ke stlačování vzduchu (kovářské měchy, měchy některých hudebních nástrojů) nebo pružné uzavírání nějakého prostoru (fotografický měch). Pojmem měch se označuje jak celé zařízení, tak i jen jeho pružná část. Na rozdíl od funkčně podobné soustavy válec-píst jsou jednotlivé části spojeny a to pomocí pružného a často speciálně skládaného materiálu.

## Měchy na tekutiny

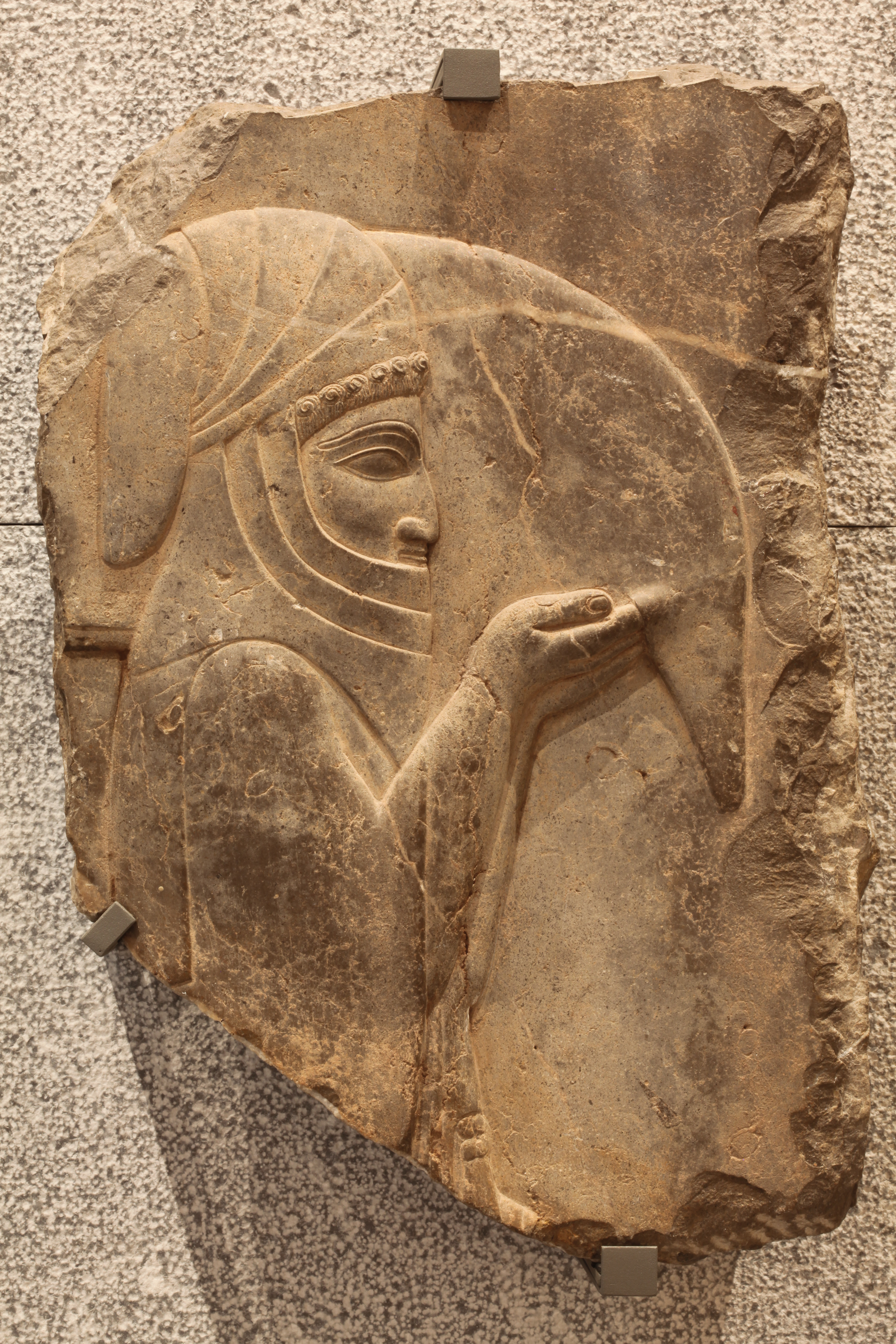
Nosič měchů (reliéf z Persepole)

Měchy byly užívány ranými zemědělci, ale první jejich obrázky máme od Asyřanů z roku 3000 př. n. l. Dříve byly vyráběny z ovčích nebo hovězích močových měchýřů. Byly používány i v antickém Řecku a Římě ke skladování a konzumaci nápojů, např. vína. Způsob nakládání s měchy popisuje následující citát z Bible:
| „                      | A nikdo nedává mladé víno do starých měchů; jinak mladé víno roztrhne měchy, samo vyteče a měchy přijdou nazmar. Nové víno se musí dát do nových měchů. | “ |
| — Lk 5, 37 (Kral, ČEP) | |   |

## Kovářské měchy
V kovárnách byly měchy používány k výrobě stlačeného vzduchu, který podporuje hoření ve výhni.

## Měchy hudebních nástrojů
Měchy jsou vybaveny některé hudební nástroje:
- dudy
- tahací harmonika
- harmonium
- varhany

## Galerie

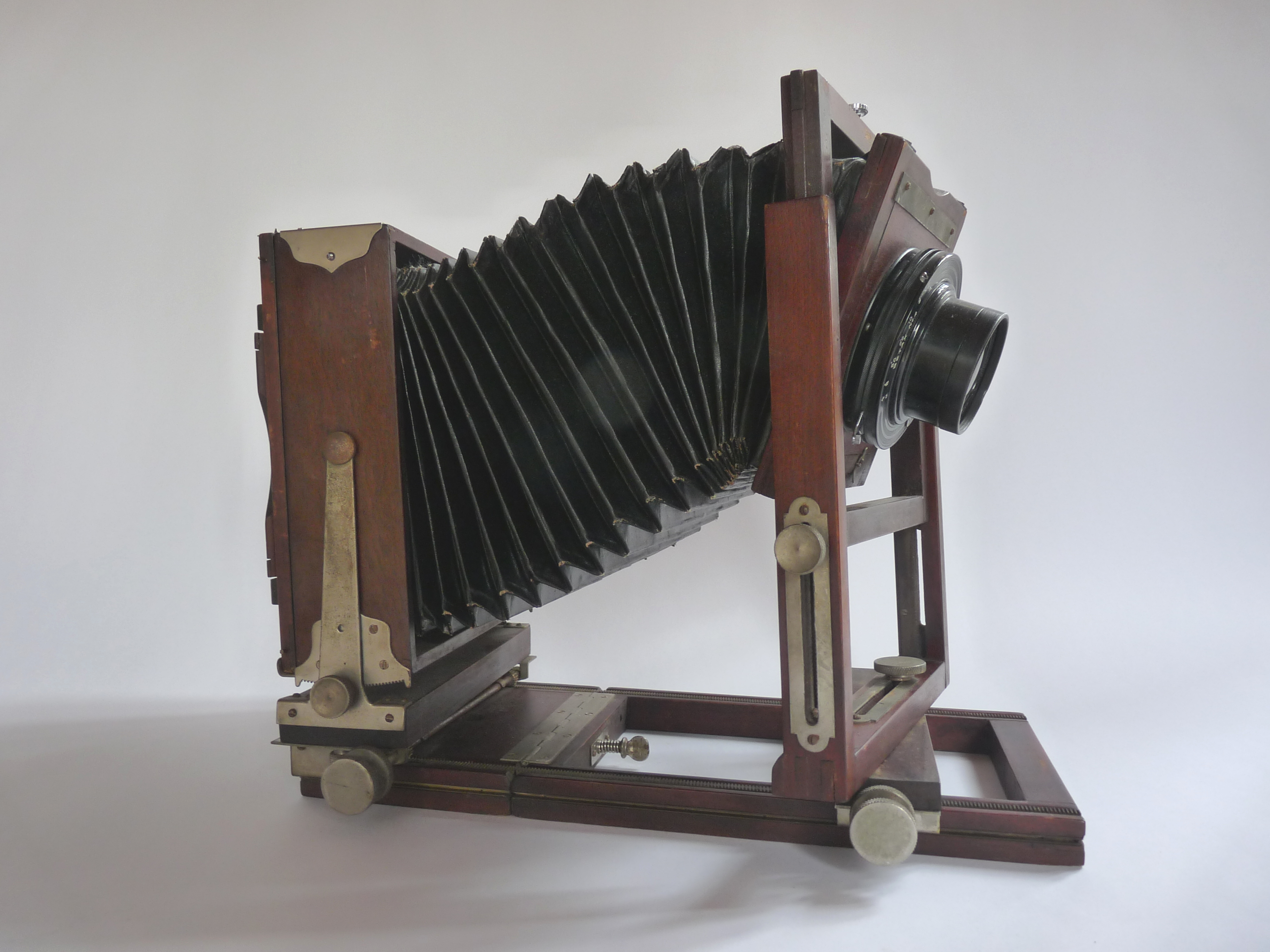
Některé velkoformátové přístroje a sklopné měchové fotoaparáty redukovaly vady tvarovaným černým měchem, který parazitní protisvětlo pohlcoval a neodrážel